# REP N
REP N byl průzkumný letoun vyráběný ve Francii před rokem 1914. Jednalo se o středoplošník s křídlem vyztuženým dráty, s pevným podvozkem ostruhového typu, a trupem, zkonstruovaným z ocelových trubek a potaženým plátnem, o průřezu trojúhelníku postaveného na přídi.:s.431 Pilot a pozorovatel seděli v otevřených kokpitech tandemového uspořádání.:s.431 Příčné řízení užívalo kroucení konců křídla.:s.431

## Nasazení
Typ byl francouzským armádním letectvem, Aéronautique militaire, zařazen do výzbroje dvou escadrille (letek), označených REP 15 a REP 27.:s.431 První z nich vznikla roku 1912 v Remeši a po vypuknutí první světové války působila jako průzkumná jednotka 5. armády v bitvách u Charleroi v srpnu a na Marně v září 1914, a REP 27, po vypuknutí války přidělená 10. armádě, se také zúčastnila bitvy na Marně.:s.431 V této bitvě letecký průzkum rozhodujícím způsobem přispěl k vítězství Spojenců. K 8. lednu 1915 byly obě jednotky sloučeny v jednotku C 27 a posléze přezbrojeny na typ Caudron G.3, ačkoliv podle dochovaných záznamů ještě 2. března 1915 pozorovatel typu N náležejícího escadrille 15 sestřelil karabinou německý letoun typu Aviatik C.I.:s.431
Typ N, s různými typy motorů, také v roce 1912 tvořil většinu z celkem 17 letounů Osmanských vzdušných sil, které jej nasadily v první a druhé balkánské válce v letech 1912–1913.:s.431 Na počátku první světové války jimi byl užíván již jen jako cvičný, např. čtyři stroje v letecké škole v Yeşilköy.:s.432
Po vypuknutí první balkánské války byly dva letouny REP N přepravované do Osmanské říše zabaveny na území Srbska, které je zařadilo do vlastní výzbroje, spolu s třetím exemplářem později ukořistěným v Soluni, ale v jeho službách se dočkaly jen omezeného nasazení, vzhledem k upřednostňování typu Blériot XI pro operační lety.:s.431

## Uživatelé

REP N, Luftstreitkräfte

- Francie
  - Aéronautique militaire
- Osmanská říše
  - Osmanské vzdušné síly
- Srbské království
  - Srbské armádní letectvo

## Specifikace
Údaje podle publikace French Aircraft of the First World War - platí pro dvoumístnou průzkumnou variantu.:s.432

### Technické údaje
- Posádka: 2 (pilot a pozorovatel)
- Délka: 6,6 m
- Rozpětí: 9,20 m
- Prázdná hmotnost: 270 kg
- Pohonná jednotka: 1 × vzduchem chlazený sedmiválcový rotační motor Gnome nebo Le Rhône
- Výkon pohonné jednotky: 60 kW (80 hp)

### Výkony
- Maximální rychlost: 116 km/h

### Výzbroj
- možnost improvizované výzbroje posádky ručními zbraněmi